# Sortosville
Sortosville – miejscowość i gmina we Francji, w regionie Normandia, w departamencie Manche.
Według danych na rok 1990 gminę zamieszkiwało 69 osób, a gęstość zaludnienia wynosiła 28 osób/km² (wśród 1815 gmin Dolnej Normandii Sortosville plasuje się na 817. miejscu pod względem liczby ludności, natomiast pod względem powierzchni na miejscu 1072.).